# Maíza Fernandes
Maíza Georgia Mendonça Gomes Fernandes (2 de setembro de 1980) é uma advogada e política, filiada ao partido CHEGA. Desempenhou anteriormente as funções de deputada à Assembleia Legislativa Regional da Madeira. Anteriormente, entre 2022 e 2024, ocupou as funções de Vice-Presidente da Secção Regional do CHEGA-Madeira.

## Resultados eleitorais
| Data | Partido     | Partido | Posição     | Cl.    | Votos         | %             | +/-    | Status | Notas                            |
| ---- | ----------- | ------- | ----------- | ------ | ------------- | ------------- | ------ | ------ | -------------------------------- |
| 2023 |             | CHEGA   | 4.º (em 47) | 4.º    | 12 028        | 8,88 / 100,00 | 8.45   | Eleita | Vice-Presidente do CHEGA-Madeira |
| 2024 | 4.º (em 47) | CHEGA   | 4.º         | 12 526 | 9,24 / 100,00 | 8.45          | Eleita |        | Vice-Presidente do CHEGA-Madeira |